# Akita Prefectural Skating Rink
De Akita Prefectural Skating Rink (秋田県立スケート場) is een ijsbaan in Akita in de prefectuur Akita in het noorden van Japan. De openlucht-kunstijsbaan is geopend in 1971 en ligt op 22 meter boven zeeniveau.

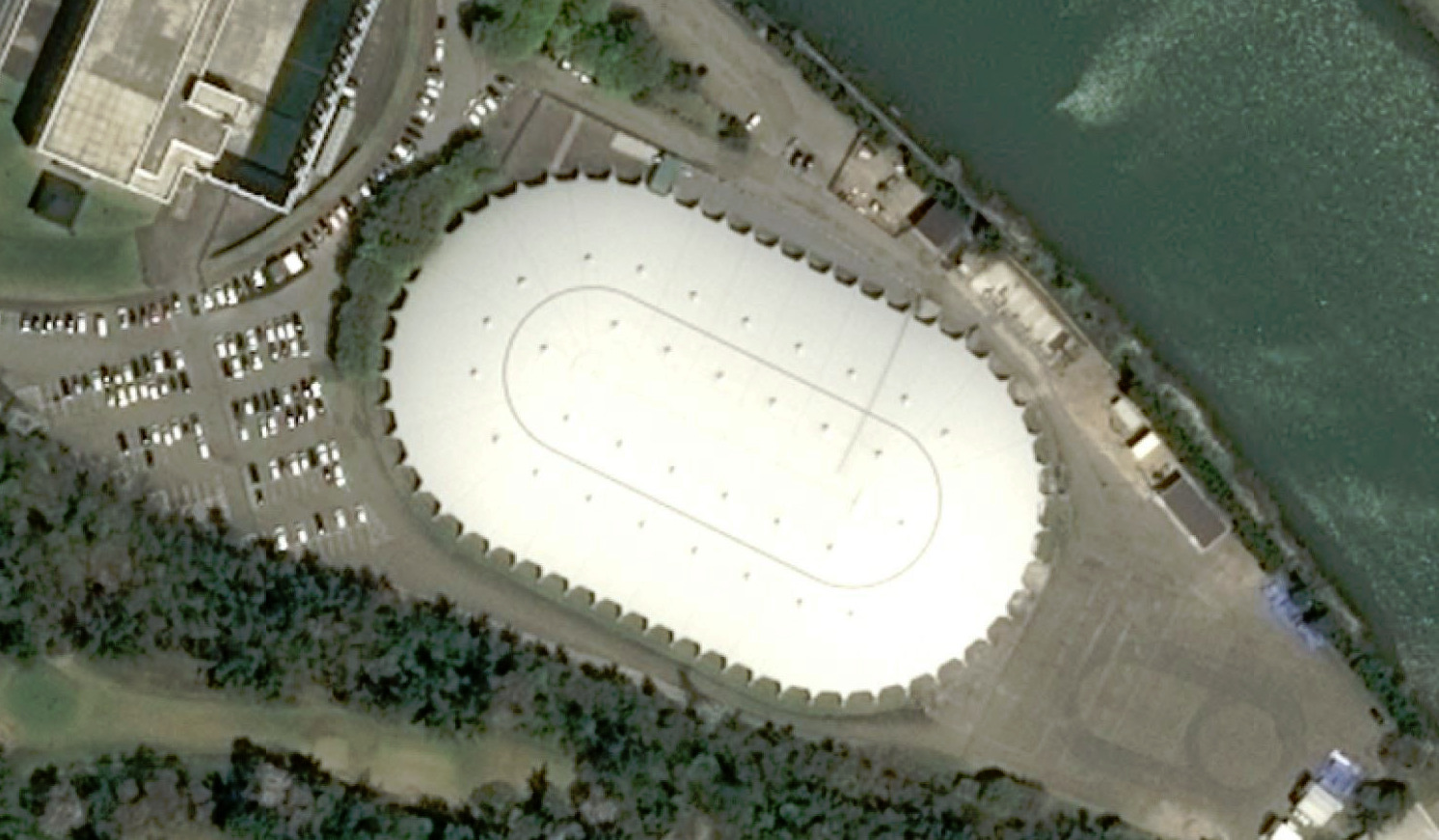
Satellietweergave